# Saipina
Saipina är en ort i Bolivia.   Den ligger i departementet Santa Cruz, i den centrala delen av landet, 130 km nordost om huvudstaden Sucre. Saipina ligger 1 368 meter över havet och antalet invånare är 2 394.
Terrängen runt Saipina är varierad. Saipina ligger nere i en dal. Runt Saipina är det mycket glesbefolkat, med 6 invånare per kvadratkilometer.. Det finns inga andra samhällen i närheten. 
Trakten runt Saipina består i huvudsak av gräsmarker.